# 杉本華唯
杉本 華唯（すぎもと かい、1999年4月20日 - ）は、青森県八戸市出身のプロアイスホッケー選手。ポジションはフォワード）。アジアリーグアイスホッケーの横浜GRITSに所属。
普段はダイドードリンコ株式会社で働いている。愛称は"かい"。

## 経歴
早稲田大学を経て、2022年6月4日にアジアリーグアイスホッケーの横浜GRITSに入団した。
2022-2023シーズンは2023年2月18日の東北フリーブレイズ戦での乱闘によるゲームミスコンダクトペナルティで、2月19日に1試合の出場停止処分を受けた。オフの6月14日にGRITSと契約を継続した。
2023-2024シーズンオフの2024年5月29日にGRITSと契約を継続した。

## 人物
6歳の時に兄がアイスホッケーをプレーしていた影響で始める。
趣味は釣り。